# روبرت أرنيسون

روبرت ارنيسون

روبرت ارنيسون (بالإنجليزية: Robert Arneson)‏ (4 سبتمبر 1930 - 2 نوفمبر 1992) نحات أمريكي وبروفيسور في الخزف في قسم الفنون في جامعة كاليفورنيا في ديفيس مارس مهنته حوالي 3 عقود .

## روابط خارجية
- روبرت ارنيسون